# Лошаковка
Лошаковка — деревня в Беловском районе Курской области. Входит в Беловский сельсовет.

## География
Деревня находится на реке Псёл, в 79 км к юго-западу Курска, в 2,5 км к северо-востоку от районного центра и центра сельсовета — Белая.
Климат
Лошаковка, как и весь район, расположена в поясе умеренно континентального климата с тёплым летом и относительно тёплой зимой (Dfb в классификации Кёппена).

## Население
| 2002 | 2010 |
| ---- | ---- |
| 409  | ↘357 |

## Инфраструктура
Личное подсобное хозяйство. В деревне 197 домов.

## Транспорт
Лошаковка находится в 9 км от автодороги регионального значения 38К-028 (Обоянь — Суджа), в 2,5 км от 38К-029 (38К-028 — Белая), на автодороге межмуниципального значения 38Н-010 (Белая — Кривицкие Буды), в 0,2 км от 38Н-428 (Лошаковка — Пенский — Подол), в 8 км от ближайшего ж/д остановочного пункта 94 км (линия Льгов I — Подкосылев).